# Yola (Nigeria)
Pour les articles homonymes, voir Yola.
Yola est la capitale administrative de l'État d'Adamawa au Nigeria. Capitale historique de l'Émirat de l'Adamaoua, la ville est située à l'est du pays, sur la rivière Bénoué, à proximité de la frontière avec le Cameroun.

## Géographie
Yola baignée par la rivière Bénoué, se trouve au sud des monts Mandara.
La ville nouvelle de Jimeta s'est développée à quelques kilomètres de la cité historique de Yola. On parle de Yola-Jimeta ou de Yola tout court pour désigner l'agglomération.

## Histoire
Yola a été fondée en 1841 par Modibbo Adama qui y établit le siège de son royaume. En 1886, les négociations entre Allemands et Britanniques conduisent à étendre la frontière Kamerun-Nigeria de l'embouchure de la Cross river jusqu'à la ville de Yola qui est concédée au Protectorat britannique du Nigeria du Nord.
En 1901 le royaume est annexé par la colonisation britannique, ses dirigeants gardent cependant un pouvoir de chef coutumier, sous le titre d'émir de Yola.

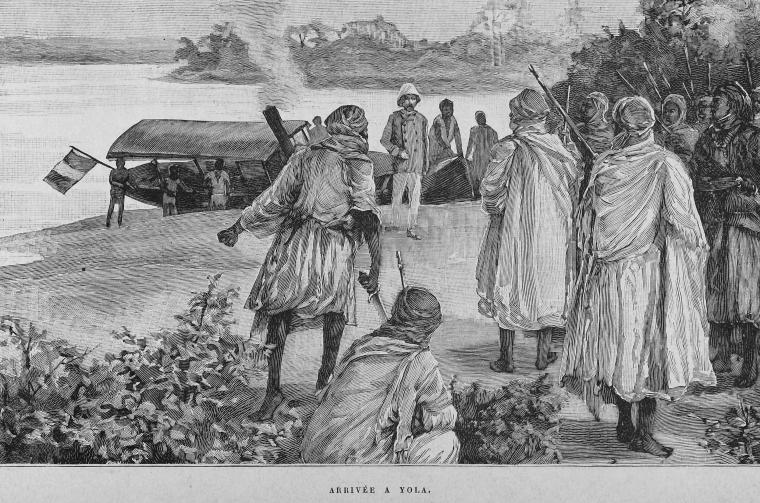
Arrivée du lieutenant Mizon à Yola en 1891
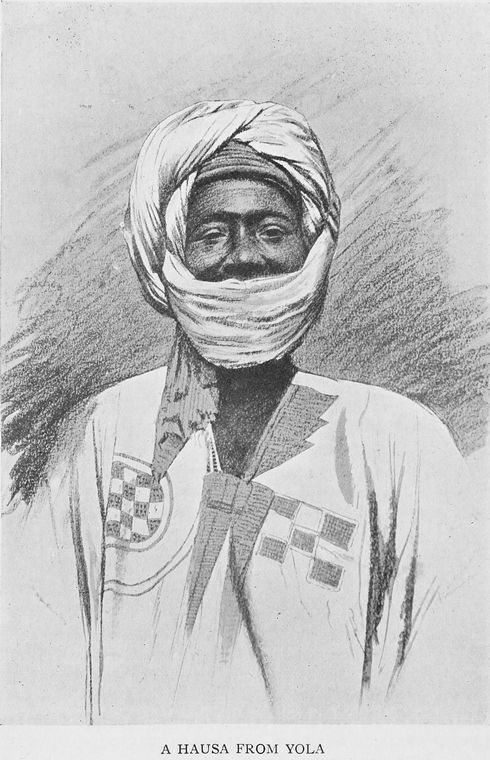
Un Haoussa de Yola en 1902

La ville devient la capitale de l’État d'Adamawa, subdivision du Nigeria formée en 1991 à partir d’une partie de l’État de Gongola.

## Éducation

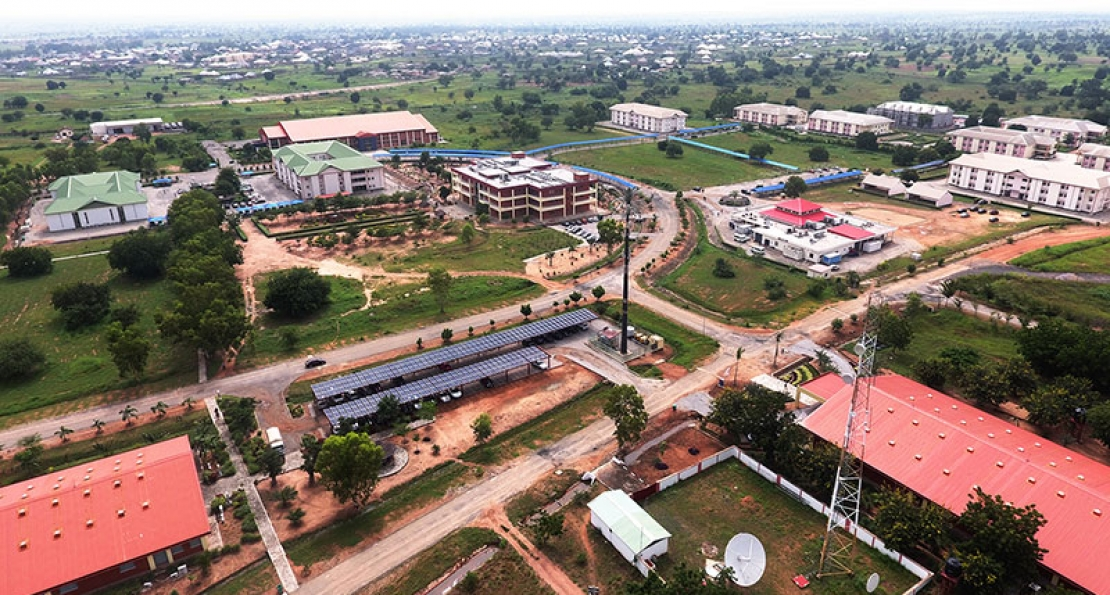
Université de Yola

Yola possède une université (University of Yola). C'est l'un des campus délocalisés de l'Université du Nigeria.

## Transports
La ville est desservie par un aéroport (code AITA : YOL).

## Personnalité liée à la communauté
- Mohammed Barkindo (1959-2022), homme politique nigérian.